# Brymela crosbyi
Brymela crosbyi là một loài Rêu trong họ Hookeriaceae. Loài này được (B.H. Allen) B. H. Allen mô tả khoa học đầu tiên năm 2010.